# Jefferson Airplane
Jefferson Airplane je američki psihodelični rock sastav iz San Francisca. 

## Povijest sastava
Smatra ih se prvim psihodeličnim rock sastavom. Prvi album Jefferson Airplane Takes Off izdali su u ožujku 1966. godine. Priključivanjem Grace Slick Jefferson Airplane dobiva ženskog vokala, koji će imati veliku ulogu u izgradnji njihove popularnosti. Najveću popularnost ostvaruju svojim drugim albumom Surrealistic Pillow iz 1967. godine. Taj se album popeo na visoko 3. mjesto Billboard ljestvice albuma odmah iza The Beatlesa i njihovog albuma Sgt. Pepper's Lonely Hearts Club Band. Sastav se razilazi 1973. godine, no već 1974. godine doživljava okupljanje pod imenom Jefferson Starship i potpuno mijenja stil glazbe. Nakon raspada grupe Jefferson Airplane, Jorma Kaukonen i Jack Casady su osnovali grupu Hot Tuna. 

## Studijski albumi
- Jefferson Airplane Takes Off (1966.)
- Surrealistic Pillow (1967.)
- After Bathing at Baxter's (1967.)
- Crown of Creation (1968.)
- Volunteers (1969.)
- Bark (1971.)
- Long John Silver (1972.)
- Jefferson Airplane (1989.)